# Turci u Hrvatskoj
Turci u Hrvatskoj su jedna od 22 priznate nacionalne manjine Hrvatske.
Prema posljednjemu popisu stanovništva u Hrvatskoj živi 300 Turaka, od čega najviše u Primorsko-goranskoj županiji